# Ernst Barczewski
Ernst Hermann Barczewski (* 1. März 1861 in Sawadden bei Lötzen, Ostpreußen; † 11. September 1937 in Strasburg in Westpr., Woiwodschaft Pommerellen, Zweite Republik Polen) war ein deutscher Pfarrer und Superintendent sowie Abgeordneter der deutschen Minderheit in Polen im Sejm der Zweiten Polnischen Republik.

## Leben
Barczewski besuchte das Königliche Friedrichs-Kolleg in Königsberg, wo er 1882 das Abitur machte. Anschließend studierte er Theologie in Königsberg, wo er 1886 die erste theologische Staatsprüfung und 1887 das Staatsexamen ablegte. Anschließend wurde er Hilfsgeistlicher in Soldau, wo er zwei Jahre später in die zweite und 1897 in die erste Pfarrstelle gewählt wurde. Ab 1910 verwaltete er die Superintendentur Soldau, bald darauf wurde er zum Superintendenten ernannt. In Soldau war Barczewski auch in der Raiffeisenbewegung aktiv. Nach 1919 war er im Aufsichtsrat der Raiffeisenbank Danzig und leitete zusätzlich den Raiffeisenverband Pommerellen.
Barczewski wurde als Vertreter des Deutschtumsbund zur Wahrung der Minderheitenrechte (DB) in die Polnische Verfassunggebende Nationalversammlung (1919–1922) und in den Senat (1928–1930) gewählt.